# Рейд на Суецький канал
Рейд на Суецький канал (англ. Raid on the Suez Canal, тур. Birinci Kanal Harekâtı) — одна з битв на початковому етапі Синайсько-Палестинської кампанії на Близькосхідному театрі воєнних дій за часів Першої світової війни. Бойові дії за опанування Суецького каналу відбулися між 26 січня та 4 лютого 1915 року, коли війська Османської імперії за підтримки німецьких спеціалістів та радників перетнули Синайський півострів, щоб атакувати й захопити Суецький канал, що перебував під охороною військ Британської імперії. Цей рейд став початком Синайсько-Палестинської кампанії (1915—1918), яка тривала до завершення Першої світової війни на Близькому Сході.

## Історія
Генерал сер Джон Максвелл, командувач британськими військами у Єгипті, на початку 1915 року мав у своєму розпорядженні 70 000 військових, хоча багато з них проходили навчання або перебували транзитом на інші театри війни. Власно на позиціях повз Суецького каналу генерал-майор А. Вільсон мав 30 000 осіб, більшість з формувань індійської армії, але з деякою єгипетською артилерією, розподілених по довжині каналу. Вільсон також мав доступ до кількох французьких і британських літаків і невеликої військово-морської ескадри. Командування ухвалило рішення вести по суті пасивну оборону каналу.
Основна британська оборона зосереджувалася на західному березі, з кількома укріпленими пунктами на східному березі. На цій серії опорних пунктів були розташовані траншеї з облицюванням із мішків з піском, захищені колючим дротом; переважно вони захищали великий плацдарм на поромному посту Ісмаїлія. Було побудовано три наплавні мости в Ісмаїлії, Кубрі та Кантарі.
Ця оборона була посилена присутністю в Суецькому каналі пре-дредноутів «Свіфтшур», «Оушн», кліпу «Кліо», крейсера «Мінерва», озброєного торгового крейсера «Гімалая» поблизу Кантари, Баллаха, Саллуфи, Гурка Пост і Еш Шатт. Також дії наземних військ прикривали французький панцерний крейсер «Д'Антркасто» на північ від Великого Гіркого озера, британський крейсер «Прозерпін» у Порт-Саїді, корабель Королівської індійської морської піхоти «Гардіндж» на південь від озера Тимсах та на північ від Туссум, з французьким кораблем берегової оборони «Реквін» в озері Тимсах. Щоночі на випадок загрози канал закривали.
На початку 1915 року османське командування вирішило провести рейд з метою захоплення Суецького каналу. Об'єднаним угрупованням османських військ командував Джемаль-паша, морський міністр і один із тріумвірату, який правив Османською імперією. Він також був губернатором Сирії та Палестини та командувачем османської 4-ї армії. Його вміло підтримував німецький начальник штабу барон Кресс фон Крессенштейн.
Але, до початку рейду Джемаль-паша зіткнувся з величезною кількістю проблем. Його армія налічувала лише 20 000 осіб, отже чисельність військ противника, що обороняли канал, його переважала. Щоб дістатися зони каналу, його армія мала б перетнути Синайську пустелю, вже по замовченню надзвичайно складне завдання. Через пустелю було лише три можливих шляхи, з яких найбільш сприятливими були північний прибережний шлях і центральний шлях. Найнебезпечніше для турків те, що мета експедиції була неясна. У той час Джемаль-паша, схоже, сподівався, що в Єгипті спалахне повстання проти британської окупаційної присутності при наближенні його армії, й, попри чисельну перевагу військ Британської імперії більш ніж утричі, все одно планував вторгнення. Після кампанії він постійно стверджував, що ніколи не збирався вторгатися в Єгипет, лише щоб провести розвідку боєм та вивести канал з ладу.
Баварський полковник Кресс фон Крессенштейн був призначений начальником штабу VIII корпусу 4-ої армії після прибуття з Константинополя 18 листопада 1914 року. VIII корпус складався з п'яти піхотних дивізій: 8-ї, 10-ї, 23-ї, 25-ї та 27-ї з контингентами синайських бедуїнів, друзів, курдів, мухаджирів, черкесів із Сирії та арабів. Ці мусульманські контингенти мали підняти повстання проти англійців у Єгипті. У січні 1915 року сили Кресса фон Крессенштейна у південній Палестині налічували 20 000 осіб з дев'ятьма польовими батареями та однією батарею 150-мм гаубиць.

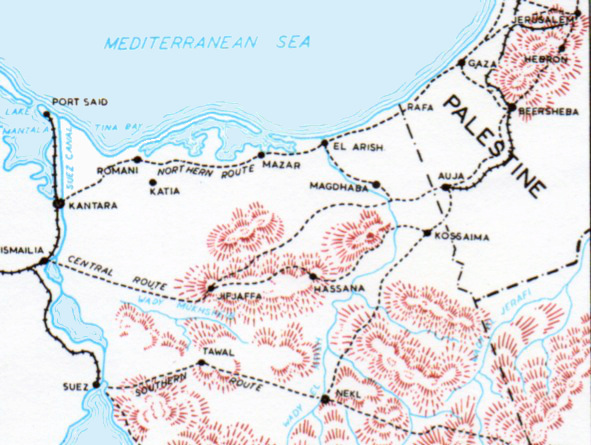
Карта Синайського півострову з трьома основними шляхами висування османських військ

Ці сили, які мали перетнути Синай, складалися з 10-ї піхотної дивізії та кавалерійського полку, перший ешелон нараховував приблизно 13 000 піхотинців, включаючи підрозділи 23-ю, 25-у та 27-му дивізії з 1500 арабами та вісьмома батареями польової артилерії. Другий ешелон із 12 000 піхотинців складався з частин 20-ї та 23-ї дивізій. План передбачав, що одна піхотна дивізія захопить Ісмаїлію та форсує канал, а потім буде підсилена другою піхотною дивізією, яку на східному березі каналу підтримуватимуть дві додаткові дивізії. Додаткова дивізія буде доступна для зміцнення плацдарму на західному березі Суецького каналу.
Восени 1914 року Османська імперія побудувала залізничну гілку від залізниці Яффо–Єрусалим у Рамле на південь до Сілеха приблизно за 443 км від Суецького каналу. Німецькі інженери керували будівництвом кам'яних мостів і водопропускних труб уздовж цієї залізничної лінії, побудованої для швидкого переміщення великої кількості військ на великі відстані та забезпечення їх постачанням за багато кілометрів від бази.
Будь-яка атака на Суецький канал потребувала перекидання артилерії пустелею на значні непідготовлені відстані. Дві османські дивізії та ще одна в резерві з верблюжими та кінними частинами були готові до початку рейду в середині січня. Просування через Синай зайняло десять днів, але його відслідковували британські літаки, хоча німецькі літаки, дислоковані в Палестині, своєю чергою допомагали османам, а пізніше виконали кілька бомбардувань на підтримку атаки. Сили Кресса фон Крессенштейна вирушили на південь залізницею, продовжуючи рух далі в пішому порядку через Ель-Ауха, маючи залізні понтони для перетину та атаки на Суецький канал у Серапеумі та Туссумі.

### Битва
Османський експедиційний корпус, який рухався переважно вночі, закріпився в таборі за 25 кілометрів на схід від Суецького каналу. До 1 лютого основні сили чисельністю 15 тис. осіб підійшли до каналу.
На той час будь-яка надія на фактор несподіванки зник. Дві флангові групи військ 26-27 січня атакували Кантару на півночі та Кубрі на півдні. Попереджені цим, що в цьому районі знаходиться турецька армія, британські та французькі літаки виявили основні сили. Атака мала бути здійснена в напрямку Ісмаїлії посередині каналу.
Вранці 3 лютого 1915 року першим підрозділам османської армії вдалося перетнути Суецький канал біля Ісмаїлії. Турецькі війська потрапили під сильний вогонь, коли вони намагалися переправитися через канал, і лише три понтони та їхні екіпажі досягли західного берега, де вони були швидко вбиті або захоплені в полон. Протягом дня відбулася серія атак, але успіху не було. Наступного дня Джемаль-паша наказав відступити назад на свою базу в Беер-Шеві.
Британським військам вдалося відносно легко відбити атаку противника на каналі, але тепер їм доведеться заплатити за пасивну оборону. Армія Джемаль-паші зазнала втрату близько 1400 людей (за його власними даними). При цьому загальні втрати британців становили лише 150 осіб, але стратегія оборони каналу по його західному берегу виявилася абсолютно неприйнятною для забезпечення стратегічних вигід цього комунікаційного об'єкту. Наступний турецький рейд у напрямку каналу був вже зустрінутий на Синаї, у битві при Романі.